# Red Uruguaya contra la Violencia Doméstica y Sexual
La Red Uruguaya Contra la Violencia Doméstica y Sexual (RUCVDS) es una organización no gubernamental fundada en 1992 que agrupa organizaciones de la sociedad civil uruguayas dedicadas al activismo contra la violencia doméstica y sexual desde una perspectiva de género y derechos humanos.

## Organización
La RUCVDS es una organización de segundo grado. Es un espacio de articulación entre organizaciones que cuenta con una coordinación colegiada, integrada por cuatro representantes elegidas por la Asamblea General. A su vez, la Red realiza plenarios mensuales en los que reúne a todas sus organizaciones parte y se definen políticas y estrategias a seguir. Carmen Beramendi y Fanny Samuniski han sido coordinadoras de la organización, entre otras.

### Objetivos
Son sus objetivos generales:
1. . Contribuir a un mejor conocimiento y comprensión del fenómeno de la violencia doméstica y sexual y sus consecuencias en la sociedad por parte de la ciudadanía y los operadores involucrados.
2. . Incidir en la formulación e implementación de políticas públicas integrales para la prevención, diagnóstico y atención de la violencia doméstica y sexual incorporando una perspectiva de género y derechos.
3. . Dar seguimiento y monitoreo al cumplimiento por parte del Estado de las convenciones y compromisos internacionales ratificados.
4. . Promover transformaciones socioculturales a nivel en los sistemas de creencias de la sociedad que legitiman y perpetúan la violencia doméstica y sexual.[3]

### Trabajo con otras organizaciones
La Red articula con otras redes, organizaciones y proyectos tales como ANONG (Asociación Nacional de Organizaciones No Gubernamentales Orientadas al Desarrollo). Asimismo, participa en los espacios de consulta establecidos por los organismos internacionales como la Organización de las Naciones Unidas y el Banco Interamericano de Desarrollo (BID).